# Francisco Laguna Correa
Franco Alessandro Laguna Correa (Città del Messico, 1984) è uno scrittore, saggista e poeta argentino.

## Biografia
Si è laureato con una doppia laurea in studi ispanici presso l'UNAM e la Portland State University; si specializza poi in antropologia sociale e in filosofia ispanica, sia presso l'Università Autonoma di Madrid. Ottiene la laurea con un dottorato di ricerca in Studi Culturali e Letterari presso l'Università della Carolina del Nord a Chapel Hill. È anche laureato con un Master in Belle Arti presso l'Università di Pittsburgh.
Scrive il libro di microstorie Finales felices, insignito del Premio Letterario della Accademia della lingua Spagnola 2012 (Spanish Language Academy), un istituto con sede a New York City. Nel 2017 il suo romanzo Wild North è stato menzionato nella lista dei migliori libri dell'anno, pubblicata nel giornale messicano El Informador. Il suo romanzo sperimentale Crush Me/brokel novel, scritto in inglese, è stato insignito del Premio Internazionale de Poesia della Università degli Studi di Aguascalientes 2013 in Messico. Anche nel 2017 la rivista Chicago Review of Books ha raccomandato Crush Me/(a broken novel) per il Mese Nazionale di Poesia negli Stati Uniti d'America (National Poetry Month). Nel 2016, a Laguna Correa è stato assegnato il Premio Fuerza, un riconoscimento civile concesso per la Città di Pittsburgh e L'Unione Culturale Latino Americana (LACU). È stato invitato a parlare sulle opere letterarie e la sua investigazione a molti istituzioni, compreso l'Università della California - Berkeley e Riverside, l'Università Emory, l'Università statale del Texas, e l'Università Duke.
È stato nominato professore aggregato presso l'Università di Denver (2018-2019). È anche un ex-professore aggregato presso l'Università di Denver e High Point University. Ricopre inoltre il ruolo di ricercatore associato presso l'Università di Pittsburgh.

## Premi
- (2012) Premio Nazionale de Letteratura della Accademia della lingua Spagnola (New York City)
- (2013) Premio Internazionale de Poesia della Università degli Studi di Aguascalientes (Messico)
- (2016) The Fuerza Award (Città del Pittsburgh)
- (2018) Latino dell'Anno (Carolina del Nord)

## Opere

### Romanzi
- (2020) The Invisible Militia, Radical Narratives, Chicago. (pubblicato con il eteronimo "Dr. Crank")
- (2020) Acedia, Rayo Press, California. (pubblicato con il eteronimo "Dr. Crank")
- (2020) Diario supino, Rayo Press, California. (pubblicato con il eteronimo "Dr. Crank")
- (2017) Crush Me: Ría Brava (a broken novel), Radical Narratives, Chicago. (pubblicato con il eteronimo "Dr. Crank")
- (2018) Ortodoxa (contra-manual), Suburbano Ediciones, Miami.
- (2016) Wild North, Rayo Press, Tamaulipas.

### Racconti
- (2020) Historia de un hombre devastado por el siglo XX, Rayo Press, California. (pubblicato con il eteronimo "F. Laguna Correa")
- (2020) Memoria de una alarma contra incendios, Rayo Press, California. (pubblicato con il eteronimo "F. Laguna Correa")
- (2020) Cambio de piel, Rayo Press, California. (pubblicato con il eteronimo "F. Laguna Correa")
- (2020) Sentencia definitiva, Rayo Press, California. (pubblicato con il eteronimo "F. Laguna Correa")
- (2011) Crítica literaria y otros cuentos, Editorial Paroxismo, Carolina del Norte/Ciudad de México.

### Microstoria
- (2012) Finales felices, Academia Norteamericana de la Lengua Española, New York City.
- (2020) Federratas (finales felices), Rayo Press, California. (pubblicato con il eteronimo "F. Laguna Correa")

### Poesia
- (2020) Requiem for The Unhappy, Radical Narratives, Chicago. (publicado con el heterónimo "f.l. Crank")
- (2020) Poesía Temprana (2005-2012), Miglior Fabbro Eds., Portugal (Entroncamento), Sicilia (Mazzara del Vallo), Valparaíso (Zacatecas, Mexico). (pubblicato con il eteronimo "Gaetano Fonseca")
- (2020) Testament. (volume 1), Radical Narratives, Chicago. (pubblicato con il eteronimo "Dr. Crank")

### Saggi
- (2020) Essays on Pop Culture, Sonic Modernity, The Anthropocene, and Artificial Intelligence, Free Press, Manchester, UK. (pubblicato con il eteronimo "F. Laguna Correa")
- (2020) La vida después del presente: La irrupción de la Inteligencia Artificial en la vida cotidiana, Pensamiento Libre, Santiago de Chile, Buenos Aires. (pubblicato con il eteronimo "F. Laguna Correa")
- (2020) Distorsiones y encubrimientos: Crítica al campo intelectual en México, Pensamiento Libre, Santiago de Chile, Buenos Aires. (pubblicato con il eteronimo "F. Laguna Correa")
- (2020) Fuera de México (Ensayos), Pensamiento Libre, Santiago de Chile, Buenos Aires. (pubblicato con il eteronimo "F. Laguna Correa")
- (2020) El intelectual en su tiempo: Un acercamiento cognitivo al pensamiento político, histórico e intelectual de Lucas Alamán, Pensamiento Libre, Santiago de Chile, Buenos Aires. (pubblicato con il eteronimo "F. Laguna Correa")
- (2020) Esclavitud en Tabasco durante el Porfiriato, Pensamiento Libre, Santiago de Chile, Buenos Aires. (pubblicato con il eteronimo "F. Laguna Correa")
- (2020) Utopía poética, impotencia amorosa e imaginación temporal en María Luisa Bombal, Pablo Neruda y Mario Benedetti, Pensamiento Libre, Santiago de Chile, Buenos Aires. (pubblicato con il eteronimo "F. Laguna Correa")

### Letteratura sperimentale
- (2020) Pedagogy for (all): Reading Lessons, Thinking Books, Lagos, Nigeria. (pubblicato con il eteronimo "Dr. Crank")
- (2020) The Book Where You Surrender, Radical Narratives, Chicago. (pubblicato con il eteronimo "Dr. Crank")
- (2014) Resquebrajadura: deforme y mutilado, este relato, Editorial Paroxismo, Carolina del Norte.

### Memorie
- (2020) Portable Museum: Lighter Than Air (a memoir), Real Time, New York City. (pubblicato con il eteronimo "Dr. Crank")

### Aforisma
- (2020) Aphorism(s), Radical Narratives, Chicago. (pubblicato con il eteronimo "Dr. Crank")